# Nomi Stomphorst
Nomi Stomphorst (Baarn, 23 augustus 1992) is een Nederlandse waterpolospeelster.
Stomphorst speelt voor GZC Donk uit Gouda. Met deze club veroverde ze in het seizoen 2010-2011 zowel de KNZB Beker als het Nederlands kampioenschap. 
Na de Olympische Spelen van Peking wist Stomphorst zich in het Nederlands team te spelen. Bij het EK Zagreb (Kroatië) veroverde het Nederlands team de bronzen medaille. Tijdens de Wereldkampioenschappen in Shanghai (China) eindigde het Nederlands team op de zevende plaats. Tijdens de Europese Kampioenschappen in Eindhoven kwam het team niet verder dan een zesde plaats. In 2021 maakte Stomphorst deel uit van het Nederlands team op de Olympische Spelen in Tokyo. In augustus 2021 beëindigde Stomphorst haar interlandloopbaan.

## Palmares

### Club

#### GZC Donk
- Nederlands kampioenschap waterpolo Dames: 2010-2011
- KNZB Beker: 2010-2011
- Nederlands kampioenschap waterpolo Dames: 2014-2015

### Nederlands team
- 2008: 4e EJK Gyor (Hongarije)
- 2008: 5e EJK Chania (Griekenland)
- 2009:  EJK Napels (Italie)
- 2009:  WJK Khanty-Mansiysk (Rusland)
- 2009: 5e WK Rome  (Italië)
- 2010:  EK Zagreb (Kroatië)
- 2011: 7e WK Shanghai  (China)
- 2012: 6e EK Eindhoven (Nederland)
- 2013: 7e WK Barcelona (Spanje)
- 2014:  EK Boedapest (Hongarije)
- 2015:  WK Kazan (Rusland)
- 2016:  EK Belgrado (Servië)
- 2018:  EK Barcelona (Spanje)